# Железные дороги Вьетнама

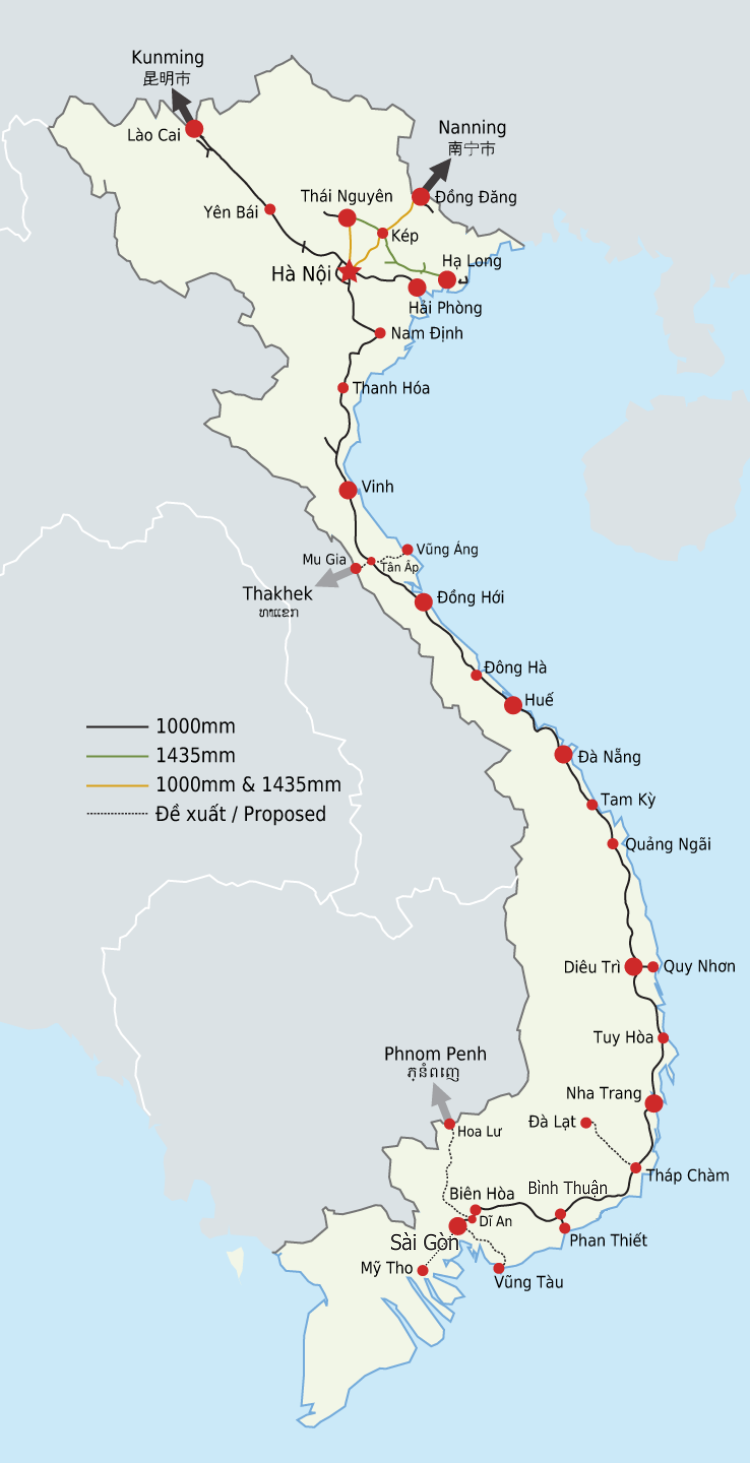
Сеть железных дорог Вьетнама. Пунктиром указаны планируемые линии

Железные дороги Вьетнама находятся в собственности и эксплуатируются государственной компанией «Вьетнамская железнодорожная корпорация» (вьет. Đường sắt Việt Nam). Основной магистралью сети является однопутный ход Север—Юг, соединяющий Ханой и Хошимин протяжённостью 1726 километров. Общая протяжённость всей сети — около 2600 километров в однопутном исчислении. В основном во Вьетнаме применяется метровая колея, но на севере страны действуют участки со стандартной колеёй, а также с совмещённой колеёй.

## История
Железнодорожное сообщение во Вьетнаме было открыто в 80-е годы XIX века. В это время появились трамвайная линия Сайгон—Тёлон и железная дорога Сайгон—Митхо. Железнодорожное строительство развернулось при генерал-губернаторе Поле Думере, управлявшем этими территориями в 1897—1902 годах. В этот период началось сооружение линий Хайфон—Юньнань и Север—Юг. Строительство магистрали Север—Юг заняло более тридцати лет. Сообщение было открыто в 1936 году. К этому времени уже был построен ряд ответвлений. Железные дороги становились мишенью во время второй мировой войны и вьетнамской войны, главный ход восстанавливали вскоре после завершения очередного конфликта, но ряд ответвлений (к примеру, Далат—Тхаптям) был заброшен после разрушения во время войны.
Начиная с конца 80-х годов XX века, в период реформ Доймой, обновления и роста экономики страны, железные дороги вступили в новую фазу развития.

## Действующие линии
| Линия            | Открыта | Протяжённость     | Станций | Время в пути | Колея, мм |
| ---------------- | ------- | ----------------- | ------- | ------------ | --------- |
| Север—Юг         | 1936    | 1726 км           | 191     | 30 ч         | 1000      |
| Ханой—Лаокай     | 1906    | 296 км            | 40      | 10 ч         | 1000      |
| Ханой—Донгданг   | 1902    | 163 км (101 миль) | 23      | 4 ¼ ч        | 1000/1435 |
| Кеп—Халонг       | 1950s   | 106 км            | 12      | 4.5 ч        | 1435      |
| Ханой—Хайфон     | 1902    | 102 км (63 миль)  | 18      | 2.5 ч        | 1000      |
| Ханой—Тхайнгуен  | 1962    | 75 км             | 14      | ??           | 1000/1435 |
| Тхайнгуен—Кеп    | 1966    | 57 км (35 миль)   | 6?      | ??           | 1435      |
| Фолу—Суанзяо     | ??      | 11 км             | ??      | ??           | ??        |
| Тьенкьен—Байбанг | ??      | 10,5 км           | ??      | ??           | 1000      |
| Далат—Чаймат     | 1932    | 7 км (4,3 миль)   | 2       | ??           | 1000      |
| Тьенкьен—Ламтхао | ??      | 4,1 км            | ??      | ??           | 1000      |

## Планы развития
До 2010 года министерство транспорта Вьетнама дискутировало по поводу строительства высокоскоростной магистрали Север—Юг параллельно существующей однопутке с метровой колеёй. Предполагалось построить с нуля 1570 километров двупутной дороги со стандартной колеёй, однако правительство не поддержало подобные планы.
В 2013 году министерство транспорта Вьетнама опубликовало новые генеральные планы развития железных дорог, в которых вновь было запланировано строительство некоторых участков проекта высокоскоростной дороги нормальной колеи. Также планируется реконструкция хода Север—Юг с переустройством ограничивающих скорость малых кривых на бо́льшие радиусы и оборудованием переездов устройствами ограждения. Это позволит уменьшить время в пути между Ханоем и Хошимином с 29…33 часов до 21 часа.

## Инфраструктура

### Сигнализация и связь
Применявшаяся ранее жезловая система организации движения в последние годы была заменена на основных линиях на электрическую блокировку. Механические сигналы активно заменяются световыми. На севере страны большинство линий оборудовано электрической блокировкой со световыми сигналами. На линии Север—Юг применяется блокировка с полуавтоматическими сигналами.

### Комментарии
1. ↑  Предположительно станции Лыуса и Кеп были построены уже к 1966 году. «The First Division had to construct four tunnels, … four train stations, and several bridges along the Kép-Thái Nguyên [or Ke-Tai, central] line». Col. Hou Zhenlu, quoted in Xiaobing Li, Robert McMahon. Voices from the Vietnam War: Stories from American, Asian, and Russian Veterans (англ.). — University Press of Kentucky, 2010. — P. 221. — ISBN 0-8131-2592-8.